# Mads Lind
Mads Lind (født 7. juli 1980 i Aarhus) er en dansk tidligerehåndboldspiller, der spillede for Århus Håndbold i Håndboldligaen. 
Han spillede for klubben siden den blev stiftet i 2010 og spillede fra 2001, hvor klubben hed Århus GF. 
Mads Lind spillede hele sin professionelle karriere i Århus Håndbold og forgængeren Århus GF (2001-2010). Han var i mange år anfører for klubben, indtil han indstillede sin karriere i juli 2015. Han havde ved sit karrierestop såvel kamp- som scoringsrekord for klubben.
Med klubben opnåede Mads Lind at vinde landspokalturneringen i 2012, hvor det blev til finalesejr på 27-26 over Skjern. Desuden var han med til at vinde DM-sølv i 2004-05 og -bronze i 2007-08.
I 2011 blev Mads Lind beskyldt af Aalborg Håndbold fra at løbe fra en to-årig kontrakt, han havde skrevet med klubben, men ikke ønskede at opfylde. Aalborg Håndbold droppede sagen efter 14 dage, da de ikke mente at en potentiel kompensation kunne svare sig ift. omkostningerne ved sagen.
I 2002 blev Lind involveret i en dopingsag, da han blev testet positiv for brug af anabolske steroider og modtog to års karantæne fra DHF. Det var den første dopingsag i dansk håndbold.
Han arbejder i dag med internationalt salg. 